# کتابخانه خصوصی آدولف هیتلر

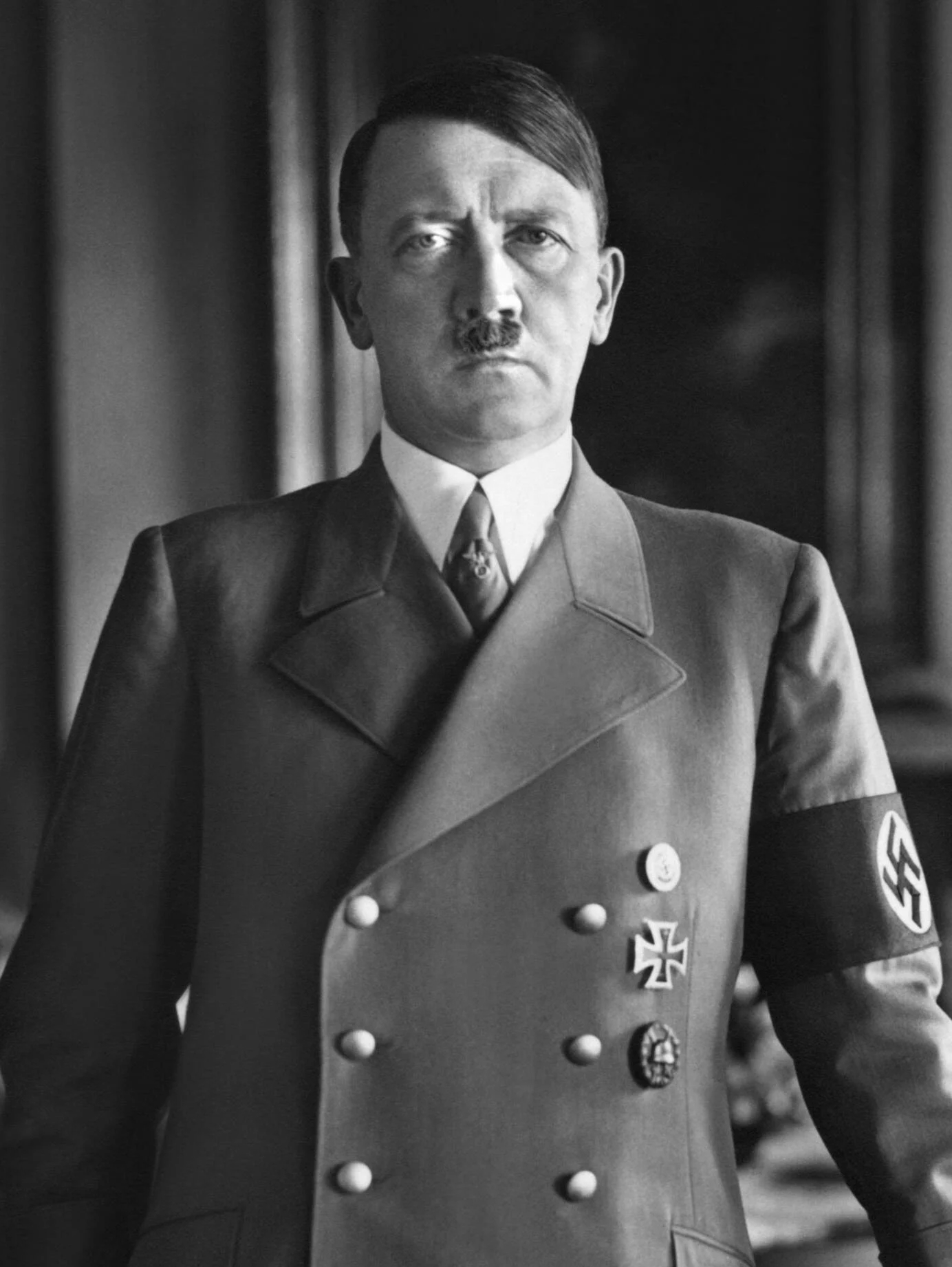
آدولف هیتلر

کتابخانه خصوصی آدولف هیتلر کلکسیون شخصی کتاب‌های آدولف هیتلر (غیر از کتاب‌هایی که او برای کتابخانه دولتی آلمان خریداری کرد) بود. مطابق ادعای بالدور فون شیراخ، رهبر جوانان هیتلری، آدولف هیتلر ۶٬۰۰۰ جلد کتاب داشت و همه را خوانده بود. فرید کابل اوشنزر تعداد کتاب‌ها را ۱۶٬۳۰۰ دانسته‌است. تعداد دقیق کتاب‌ها قابل تأیید نیست زیرا بسیاری از آن‌ها توسط متفقین نابود شدند.
هر چند معاصران او ادعا کرده‌اند که هیتلر عاشق خواندن آثار نویسندگان آلمانی، به خصوص نیچه، بود، اما «هیچ نشانی از گوته، شیلر، دانته، شوپنهاور یا نیچه در کتابخانه‌اش پیدا نشده‌است.» گفته شده که «هیتلر ویلیام شکسپیر را بسیار برتر از گوته و شیلر می‌یافت. او یک نسخه از ترجمه گئورگ مولر از مجموعه آثار شکسپیر داشت و از نقل‌قول‌های او در طول زندگی خود استفاده می‌کرد. ممکن است آثار گوته، شیلر، دانته و شوپنهاور میان کتب نابود شده در اثر بمباران‌های متفقین بوده باشند و به همین سبب، نمی‌توان گفت جای چه آثاری در این کتابخانه خالی بوده‌است.»